# Уилкинс, Хью Перси
Хью Перси Уилкинс (англ. Hugh Percy Wilkins; 4 декабря 1896[…], Кармартен — 23 января 1960, Бекслихит, Большой Лондон) — уэльский инженер и астроном-любитель.

## Биография
При рождении получил имя Хью Персиваль Уилкинс (англ. Hugh Percival Wilkins). Родился в Кармартене, где получил образование. Позже жил недалеко от города Лланелли до переезда в Англию. Во время Первой мировой войны служил в Королевском армейском корпусе.
В 1920-х годах Уилкинс увлёкся рисованием и начал составлять карту Луны в своём саду за домом.
По профессии Уилкинс был инженером-механиком и государственным служащим, но его репутация основана на его достижениях в качестве астронома-любителя, особенно в качестве селенографа — специалиста по топографии Луны.

## Работа и карьера
Первоначально Уилкинс был избран в Британскую астрономическую ассоциацию (БАА) 27 февраля 1918 года по приглашению У. Ф. Деннинга и Фиаметты Уилсон. В какой-то момент его членство прекратилось, но 25 марта 1936 года он вернулся, на этот раз по приглашению Роберта Баркера и Уолтера Гудакра.
27 августа 1938 года Хью Перси Уилкинс, второй наставник Патрика Мура, в «Субботней новостной хронике» (англ. Saturday News Chronicle) опубликовал статью об открытии лунного моря — Моря Восточного.
11 мая 1945 года Уилкинс был избран членом Королевского астрономического общества.
С 1946 по 1956 годы он был директором Отдела Луны БАА.
Уилкинс работал над составлением карт Луны всю свою жизнь. Первая карта Луны была опубликована им в 1924 году. В 1926 году он представил карту Луны диаметром 60 дюймов ~(1,52 метра), а в 1932 — диаметром 200-дюймов  ~(5,08 метра). В 1946 году появилась первая редакция 100-дюймовой (~2,54 метра) карты Луны, являвшейся уменьшенной версией составленного им 300-дюймого (~7,62 метра) изображения, работа над которой велась с 1937 года. В 1948 году Уилкинс обратился в Международный астрономический союз (МАС) с просьбой принять двадцать два новых названия лунных объектов. Его предложения были отклонены на том основании, что очертания объектов, уже имевших буквенные обозначения, были слишком маленькими или близкими к лимбу.
Карта Уилкинса уточнялась и дополнялась по результатам последующих наблюдений, в 1951 году была опубликована её третья редакция, которая стала самой подробной  из всех, составленных на тот момент, карт Луны. Для составления этой карты Уилкинс многократно наблюдал одни и те же лунные объекты при меняющемся освещении, благодаря чему смог определить их форму. Он также использовал результаты чужих наблюдений, фотографии и другие карты Луны. Лунные объекты Уилкинс  изображал с помощью карандаша и чернил, используя комбинации символов, чтобы показать гребни, расщелины, крупные кратеры и другие детали. Опубликованная карта представляет собой уменьшенную версию 300-дюймового (~7,62 метра) изображения, выполненного Уилкинсом вручную. Многие астрономы рассматривали карту Уилкинса как кульминацию искусства селенографии до начала космической эры. Карты Уилкинса были насыщены деталями, но их полезность снижало то, что часть деталей были воображаемыми. Он делал дополнительные запросы в МАС в 1952 и 1955 годах, но они были отклонены. Однако названия кратеров Гудакр и Ми с составленной им карты 1926 года действительно стали частью лунной номенклатуры.
Уилкинс также опубликовал ряд книг, предназначенных для популяризации астрономии, в том числе две работы в сотрудничестве с сэром Патриком Муром. Наиболее заметной была его работа «Луна» (англ. The Moon), в которую входила созданная им карта Луны.
В течение многих лет Уилкинс посещал вечерние занятия по астрономии в поместье Крейфордов, где до сих пор регулярно используется копия его 300-дюймовой карты в обсерватории. В его честь назван кратер на Луне — Уилкинс. Он был последним из великих картографов-любителей, кто составил карты Луны диаметром 2,5, 5,0 и 7,5 м (100, 200 и 300 дюймов).
23 января 1960 года Уилкинс скончался в городке Бекслихит на юго-востоке Лондона (Великобритания), выйдя на пенсию 31 декабря 1959 года.
Копия карты Уилкинса была приобретена NASA во время подготовки программы Аполлон, и, возможно, использовалась при высадке на Луну экипажа «Аполлон-11».
Уилкинс предлагал выделить тёмную область Луны на северо-восточном крае зоны либрации в качестве Моря Непознанного, определяя объект у кратера Гаусс, но Международным астрономическим союзом море признано не было.

## Публикации
- Wilkins H. P. «300-дюймовая карта Луны» = «300-inch Moon map» (англ.). — Las Cruces: The quarterly journal of the ALPO «The Strolling Astronomer», 1951.
- Wilkins H. P. «Правдивая книга о звёздах» = «The True Book About the Stars» (англ.). — ill. — London: F. Muller[англ.], 1953. — 135 p.
- Wilkins H. P. «Наша Луна» = «Our Moon» (англ.). — London: F. Muller, 1954.
- Wilkins H. P., Moore P. «The Moon; A Complete Description of the Surface of the Moon» (англ.). — London: Faber and Faber, 1955.
- Wilkins H. P. «Mysteries of Space and Time» (англ.). — London: F. Muller, 1955.
- Wilkins H. P. «Clouds, Rings and Crocodiles: By Spaceship Round the Planets» (англ.). — 1955.
- Wilkins H. P., Moore P. «Making and using a telescope; the home assembly and applications of astronomical equipment» (англ.). — London: Eyre & Spottiswoode[англ.], 1956.
- Wilkins H. P. «Guide to the Heavens» (англ.). — London: F. Muller, 1956.
- Wilkins H. P. «Instructions to Young Astronomers» (англ.). — London: Museum Press[англ.], 1957.
- Wilkins H. P. «The True Book About the Moon» (англ.). — London: F. Muller, 1960.

Также были написаны несколько статей для журнала Популярная астрономия (англ. Popular Astronomy).